# کیشو (سگ)
کیشو (انگلیسی: Kishu) یا سگ کیشو یکی از انواع سگ ژاپنی است.